# نادي غوتبورغ
نادي غوتيبورغ أتليت (بالإنجليزية: Idrottsföreningen Kamraterna Göteborg)‏ نادي كرة قدم سويدي يلعب في الدوري السويدي الممتاز. تم تأسيس النادي في سنة 1904.
حقق نادي غوتيبورغ إنجازاً تاريخياً على صعيد الكرة السويدية وذلك بإحرازه لقب كأس الاتحاد الأوروبي (الدوري الأوروبي حالياً) في مناسبتين موسمي 1981–82 و1986–87.